# Françoise d'Eaubonne
Françoise d'Eaubonne, född den 12 mars 1920 i Paris, död där den 3 augusti 2005, var en fransk författare och feminist som publicerade böcker (romaner, biografier och essäer) under sju decennier. Hon är även känd för att ha introducerat begreppet ekofeminism 1974. År 1971 startade hon Front homosexuel d'action révolutionnaire (FHAR), en homosexuell aktionsrörelse.

### Romaner
- 1944: Le cœur de Watteau
- 1947: Comme un vol de gerfauts, Prix des lecteurs
- 1957: Belle Humeur ou la Véridique Histoire de Mandrin
- 1959: J'irai cracher sur vos tombes
- 1959: Les Tricheurs
- 1963: Jusqu'à la gauche
- 1978: Les Bergères de l'Apocalypse
- 1979: On vous appelait terroristes
- 1982: Je ne suis pas née pour mourir
- 1986: Das Geheimnis des Mandelplaneten, Rowohlt
- 1987: Terrorist's blues
- 1995: Floralies du désert

### Biografier
- 1957: La vie passionnée d'Arthur Rimbaud
- 1959: La vie passionnée de Verlaine
- 1966: Une femme témoin de son siècle, Germaine de Staël
- 1967: La couronne de sable, vie d'Isabelle Eberhardt
- 1977: L'éventail de fer ou la vie de Qiu Jin
- 1979: Moi, Kristine, reine de Suède
- 1981: L'impératrice rouge : moi, Jiang King, veuve Mao
- 1983: L'Amazone Sombre : vie d'Antoinette Lix
- 1985: Louise Michel la Canaque
- 1986: Une femme nommée Castor
- 1990: Les scandaleuses

### Essäer
- 1951: Le complexe de Diane, érotisme ou féminisme
- 1964: Y a-t-il encore des hommes?
- 1974: Le féminisme ou la mort (Deut. Übersetzung: Feminismus oder Tod, 1981, 4. Auflage, Verlag Frauenoffensive München)
- 1976: Les femmes avant le patriarcat
- 1978: Contre violence ou résistance à l'état
- 1978: Histoire de l'art et lutte des sexes
- 1978: Écologie, féminisme : révolution ou mutation ?
- 1982: S comme Sectes
- 1988: La femme russe
- 1997: Féminin et philosophie : une allergie historique
- 1997: La liseuse et la lyre
- 1999: Le sexocide des sorcières
- 2003: L'évangile de Véronique